# Balle de golf

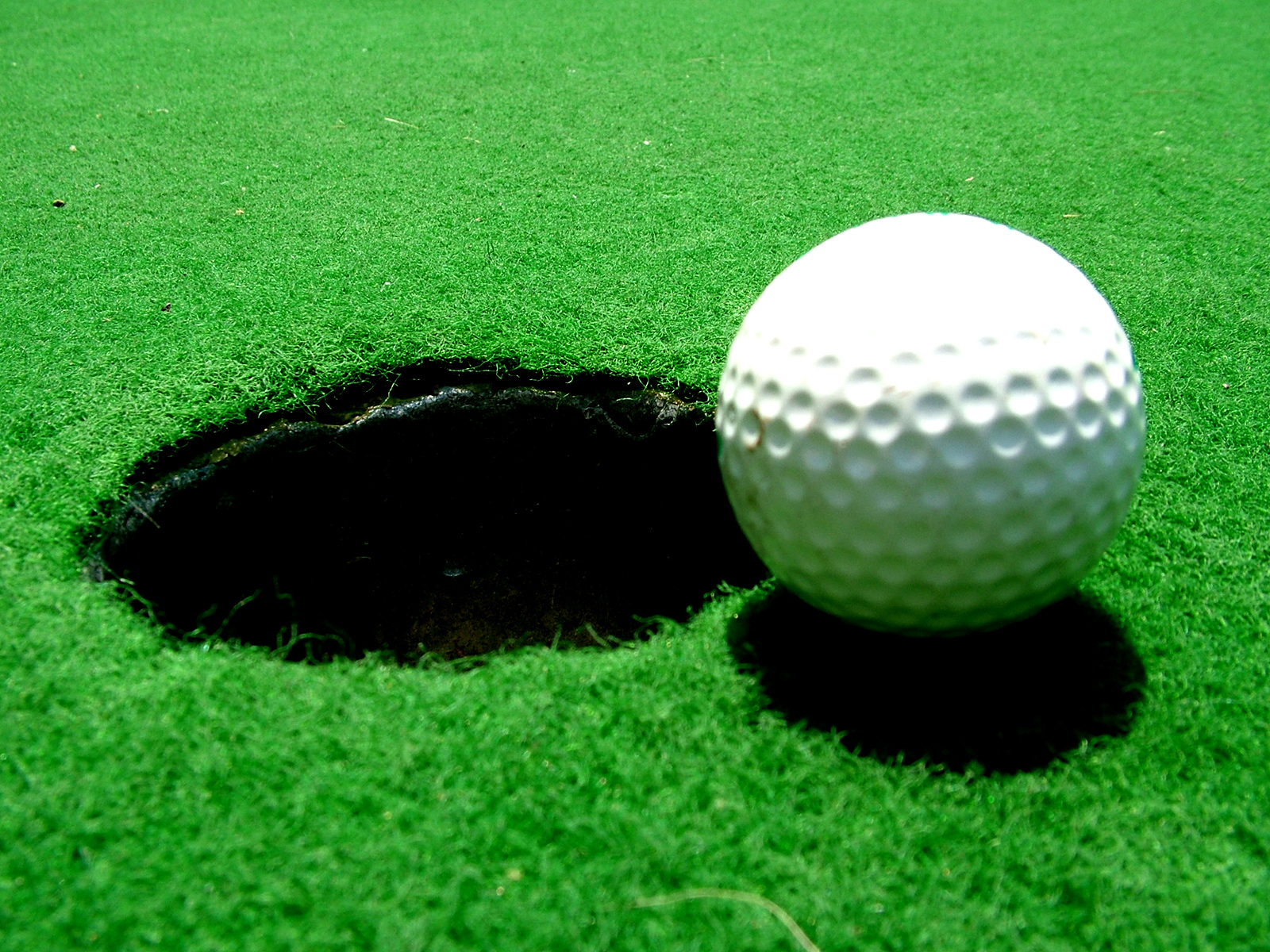
Une balle de golf près d'un trou

Une balle de golf est une balle conçue pour jouer au golf.
Une annexe des « règles du golf » établit qu'une balle de golf ne doit pas peser plus de 45,93 g (1,620 once), que son diamètre doit être d'au moins 42,67 mm (1,68 pouce), et que sa forme ne doit pas différer significativement de celle d'une sphère parfaite. Tout comme les clubs de golf, les balles de golf doivent être testées et approuvées par le Royal and Ancient Golf Club of St Andrews et la United States Golf Association, et celles qui ne sont pas conformes à la réglementation ne sont pas autorisées en compétition (Règle 5-1).

## Histoire

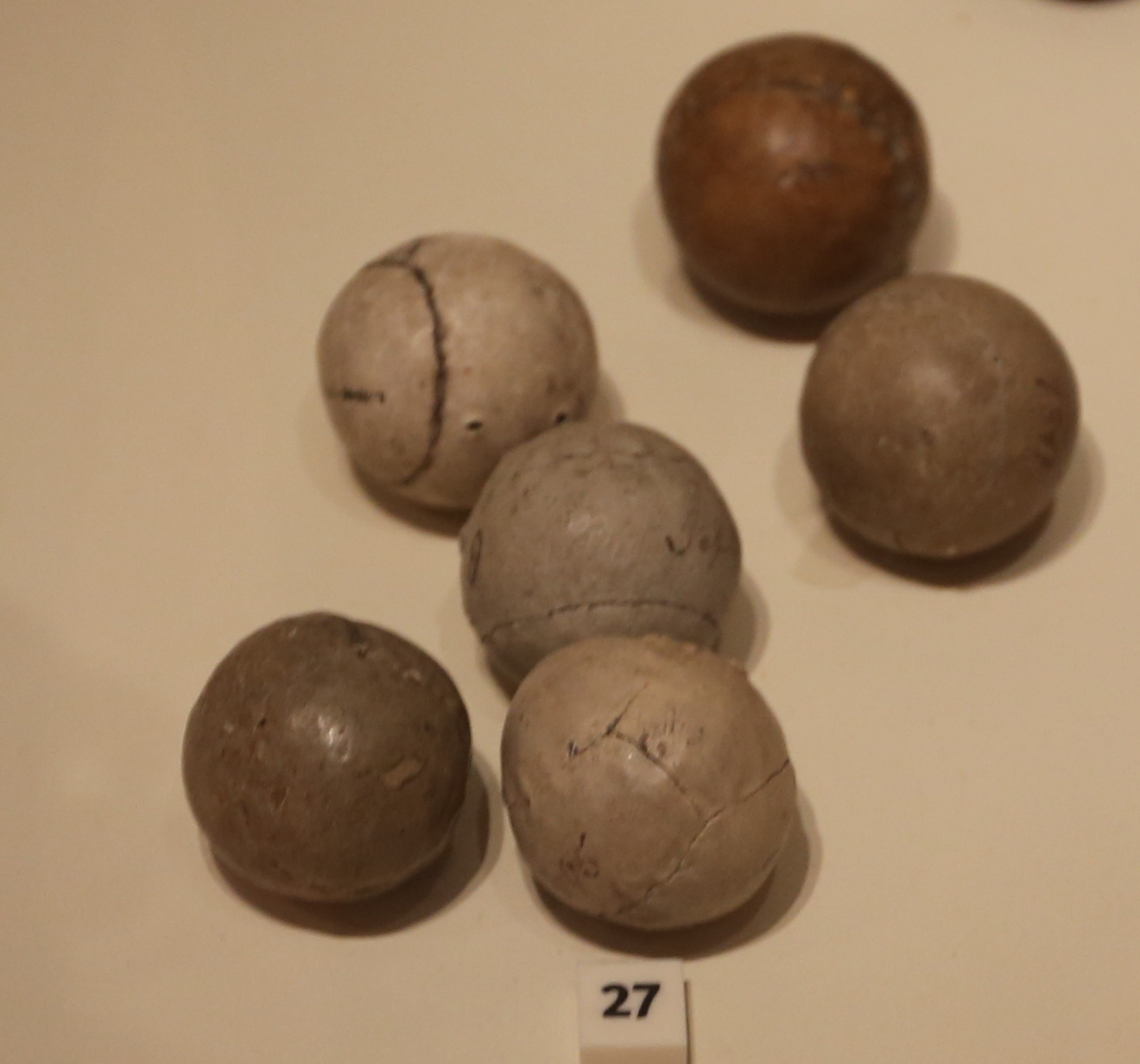
Balles de golf "plumeuses"

Jusqu'au XVIIe siècle, on se servait de balles en bois. Est alors apparue la « plumeuse », c'est-à-dire une balle constituée d'une enveloppe de peau de vache cousue à la main, remplie de plumes d'oie et recouverte de peinture. Du fait de ses caractéristiques de vol supérieures, la plumeuse est restée la balle la plus utilisée pendant plus de deux siècles.
En 1848, le Dr Robert Adams Paterson (en) inventa la balle de gutta-percha (substance dérivée du latex du Palaquium gutta). Ces balles étant moins chères à produire et pouvant être fabriquées avec des surfaces texturées améliorant leurs qualités aérodynamiques, elles ont, en quelques années, complètement remplacé les balles de plumes.
Au XXe siècle, des balles multicouches ont été mises au point, d'abord comme balles en fil de caoutchouc bobiné autour d'un noyau dur solide (type caoutchouc) ou liquide et recouvertes d'une fine coque extérieure. Cette idée de multicouches a été découverte en 1898 par Coburn Haskell, golfeur amateur, en collaboration avec son ami Bertram Work, cadre à la compagnie B. F. Goodrich, fabricant de caoutchouc. Voulant mettre au point une balle plus performante, ils enroulèrent une grande longueur de fil (jusqu'à 300 mètres) élastique sous tension autour d'un noyau en caoutchouc de la taille d'une bille, l'ensemble étant recouvert de gutta-percha. Cette « balle Haskell » plus vive et plus résistante que la « balle gutta-percha » permit au champion de golf Sandy Herd de gagner en 1902 l'Open britannique hommes en égalant le record du championnat. Cette balle fut à l'origine des balles modernes à noyau actuelles.
Les balles de golf d'aujourd'hui ont parfois un noyau de titane, sont faites des matériaux hybrides, et possèdent une coque souple recouverte d'une gaine laquée et un noyau à compression particulièrement élevé. Elles sont la plupart du temps faites de deux, trois, quatre ou cinq couches de divers matériaux synthétiques dont des assemblages de Surlyn et d'uréthane. Comme on les trouve en une grande variété, il y en a pour satisfaire aux besoins de tous les types de jeux et de golfeurs.

## Aérodynamique
Lorsqu'une balle de golf est frappée, l'impact, d'une durée inférieure à une milliseconde, détermine la vitesse de la balle, son angle de tir ainsi que la vitesse et le sens de sa rotation, autant de caractéristiques qui influencent sa trajectoire ainsi que son comportement lorsqu'elle retombe sur le sol.

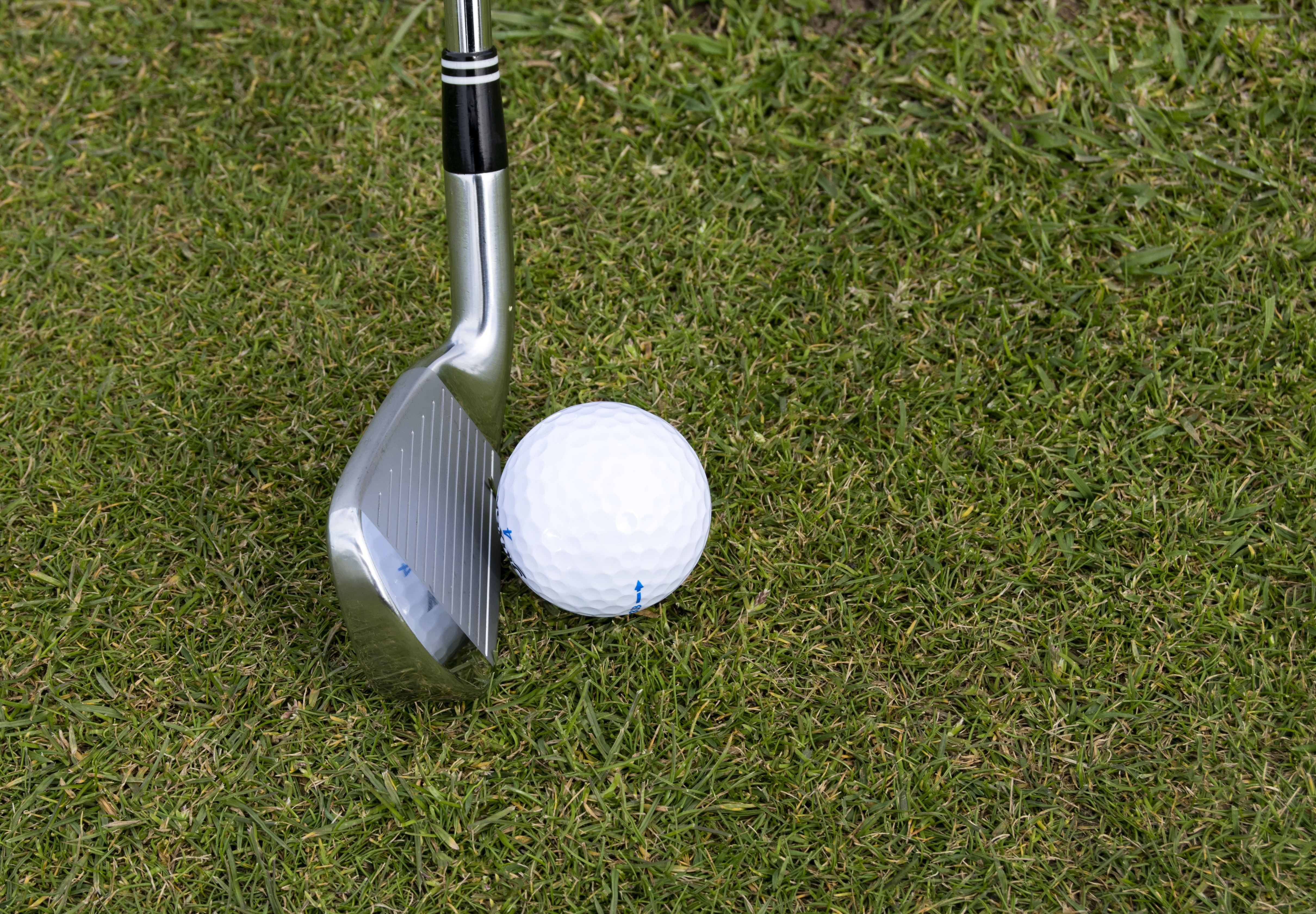
Fer de golf : la face inclinée vers l'arrière va donner un effet "rétro" à la balle lors de la frappe.

Toute balle se déplaçant dans l'air subit, outre la gravité, deux forces principales : une force de portance et une force de traînée. La traînée ralentit le mouvement vers l'avant, tandis que la portance agit dans une direction qui lui est perpendiculaire. L'importance de ces forces dépend du comportement de la couche limite qui se déplace à la surface de la balle. Les balles modernes portent des dépressions servant à modifier les forces de portance et de traînée en influençant le comportement de la couche limite. Il est bon de noter que les forces de traînée et de portance agissent aussi sur les balles lisses, car ces forces sont seulement modifiées, et non créées, par les alvéoles. L'un des effets de ces alvéoles est la réduction de la traînée ; en effet, elles anticipent, par leur effet turbulateur, la crise de traînée de la balle. C'est pourquoi la distance de vol des balles texturées est différente de celle des balles lisses.

L'effet Magnus augmente la portée de la trajectoire d'une balle avec effet vers l'arrière.

Une balle en rotation déforme le flux d'air autour d'elle, tout comme le fait une aile d'avion. La rotation vers l'arrière est communiquée lors de presque tous les tirs du fait de l'inclinaison du club (c'est-à-dire l'angle formé par la surface du club et un plan vertical). Une balle tournant vers l'arrière subit une force vers le haut qui la fait voler plus longtemps et plus loin qu'une balle sans rotation. Une rotation de côté survient lorsque la face du club n'est pas alignée perpendiculairement à la direction de frappe : la force de portance conduit alors à une courbure de la trajectoire de la balle vers un côté. Ces forces de portance (effet Magnus) sont encore augmentées par la présence des alvéoles.
Pour que son comportement aérodynamique soit optimal, la balle doit être propre. Les golfeurs peuvent laver leurs balles de golf manuellement ou les confier à des machines spécialement conçues.

## Design alvéolé
Les balles de golf étaient à l'origine sphériques et leur surface lisse. Mais il était notoire chez les joueurs qu'une balle déjà utilisée  avait une meilleure portée que lorsqu'elle était neuve[réf. souhaitée]. C'est pourquoi certains essayaient de manière empirique d'y faire des reliefs, jusqu'à ce que William Taylor, industriel (il fabriquait des lentilles optiques pour le cinéma) et golfeur, décide vers 1930 d'étudier la question de manière systématique à l'aide d'une soufflerie. William Taylor en conclut l'intérêt de faire des alvéoles positionnés régulièrement à la surface des balles et conçut également les outils permettant la fabrication industrielle de balles alvéolées. Il est donc l'auteur du design moderne utilisé de nos jours. La société qu'il a créée en Angleterre existe toujours mais a changé depuis d'activité.
La plupart des balles en vente aujourd'hui comporte de 250 à 450 dépressions. Le nombre le plus fréquent est de 336, sachant qu'au-dessus de 300, la portée n'est pas significativement augmentée. Il y avait auparavant quelques balles de plus de 500 alvéoles, mais le record est 1 070 : 414 grandes (de quatre tailles différentes) et 656 de la taille d'une tête d'épingle. Toutes les balles ont un nombre pair de dénivellations, à l'exception d'un modèle qui en compte 333[réf. souhaitée]. Ces alvéoles favorisent la portance et réduisent la traînée, permettant au golfeur d'augmenter son drive d'une centaine de mètres ou plus. Le livre Guinness des records recense le plus long drive de compétition, datant de 1974, et qui est de 471 m.
Les balles officielles doivent être aussi symétriques que possible. Cette exigence de symétrie est le résultat d'une controverse engendrée  par l'arrivée sur le marché de la Polara, à la fin des années 1970. Cette balle présentait six lignes de trous normaux à l'équateur mais les dépressions étaient très superficielles sur le reste de la surface. Cette conception asymétrique aidait la balle à ajuster elle-même son axe de rotation durant le vol. L'USGA l'a refusée pour les tournois et, en 1981, a même changé ses règlements pour bannir les balles aérodynamiquement asymétriques. Le fabricant de Polara a poursuivi l'USGA et, en 1985, l'association a réglé le différend à l'amiable en versant 1 375 000 US$ aux concepteurs.

Pour en connaître davantage sur les anciens modèles de balles et leurs alvéoles, on consultera la base de données du United States Patent and Trademark Office. La plupart des modèles sont basés sur des solides de Platon comme l'icosaèdre.

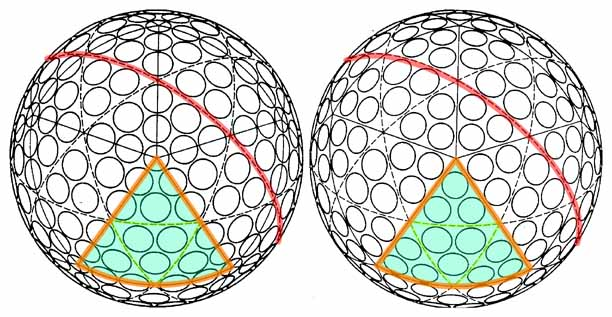
Ces deux illustrations sont tirées du brevet américain no 4,560,168. On constate que l'une et l'autre se fabriquent avec un moule en deux pièces ; en effet, il ne se trouve aucun alvéole sur l'équateur (les grands cercles pointillés dont l'un est rouge). Le moule consistera donc en deux hémisphères.

## Balle d'entraînement vs balle de jeu
Seules les balles homologuées peuvent être utilisées sur les parcours de golf.

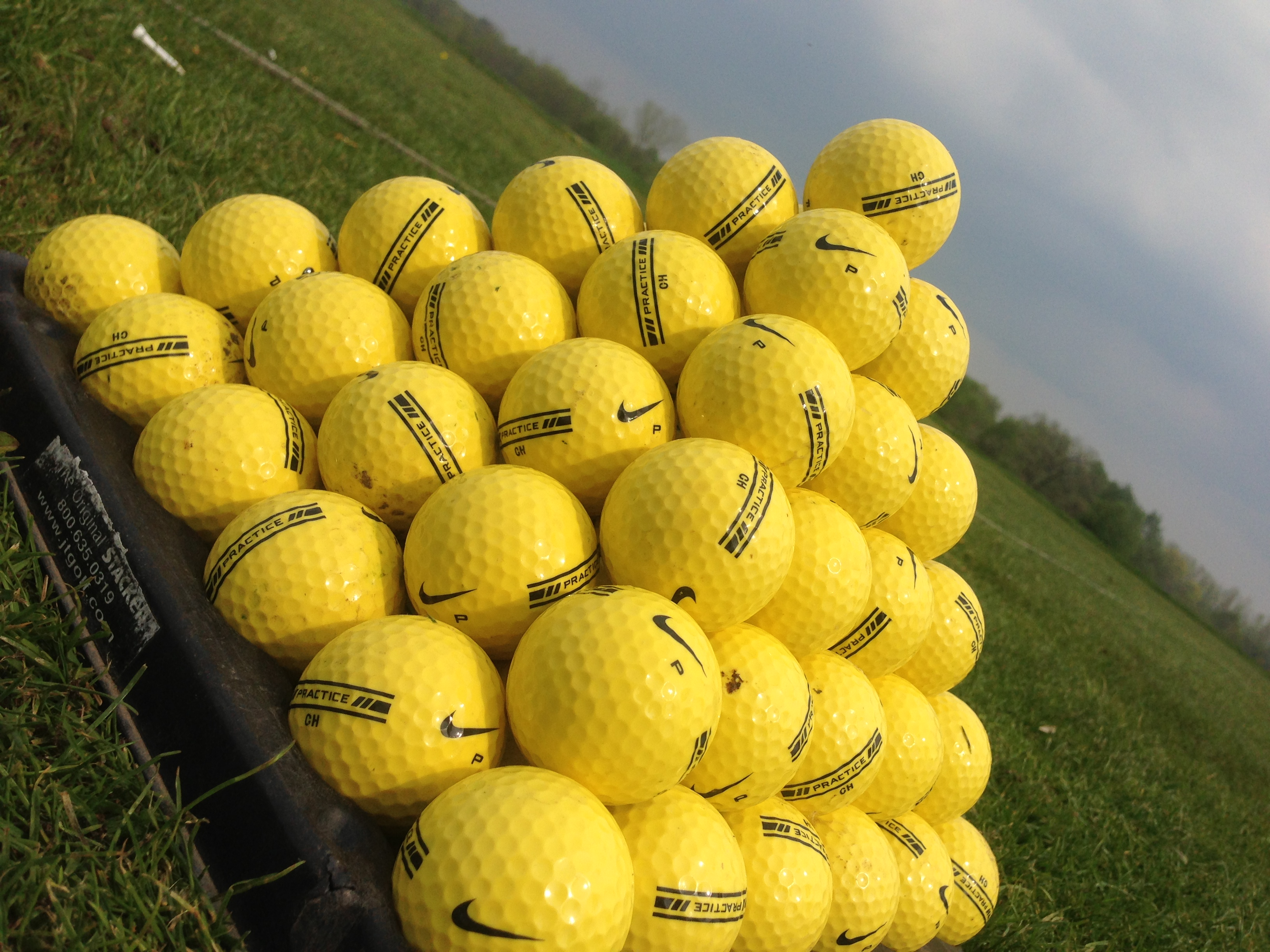
Balles de golf d'entrainement

Dans les zones d'entraînement, il est d'usage d'utiliser des  balles moins onéreuses dont la fabrication répond à des standards moins stricts.
Ces balles sont généralement jaunes ou, plus rarement, blanches, et marquées de l'inscription "practice" ou "range". On considère que les balles d'entraînement "volent" moins bien que les balles de jeu, de 10 à 20 mètres pour des coups de fers.
Plus précisément, une étude a démontré qu'une balle de practice tapée au drive à la même vitesse qu'une balle pour le parcours pouvait prendre plus de 1000 tours de rotations en plus, et être moins compressée (noyau), pour une vitesse de balle jusqu'à 5km/h inférieure. En conclusion, selon les différentes qualités de balles (compressions, dessin des alvéoles, nombres de couches), l'écart peut atteindre 21 mètres.
Cependant, ce n'est pas au drive que l'écart se fait le plus sentir mais avec des fers. Le domaine où les balles de practice peuvent être intéressantes sont les petits coups à moins de 50 mètres, justement parce que les balles prennent beaucoup de rotations.

## Esthétique
Les balles de golf, bien que conformes aux règles d'homologation, peuvent présenter plusieurs différences esthétiques qui, sans affecter leurs caractéristiques techniques, permettent de les distinguer, notamment pendant une partie.

### Couleur
Historiquement, les balles de golf étaient blanches. Il en existe désormais de différentes couleurs, notamment rouges, roses, jaunes, vertes ou bleues. Et leur aspect peut être brillant ou mat. Ces caractéristiques peuvent permettre de mieux retrouver une balle en cours de partie.
Comme au tennis, la balle de golf de couleur est de plus en plus prisée[réf. nécessaire]. En Asie, plus de 85 % des golfeurs en jouent et aux États-Unis 35 %. En Europe, la balle de golf de couleur représente seulement une part de 10 %.

### Marquage
Une balle peut porter plusieurs inscriptions imprimées à sa surface. On y trouve généralement la marque ou le logo du fabricant, l'indication du modèle de cette balle dans la gamme du fabricant, et un chiffre. Une balle peut en outre porter un dessin à vocation décorative ou publicitaire. Certains golfeurs personnalisent leurs balles en y apposant eux-mêmes des marques distinctives. 

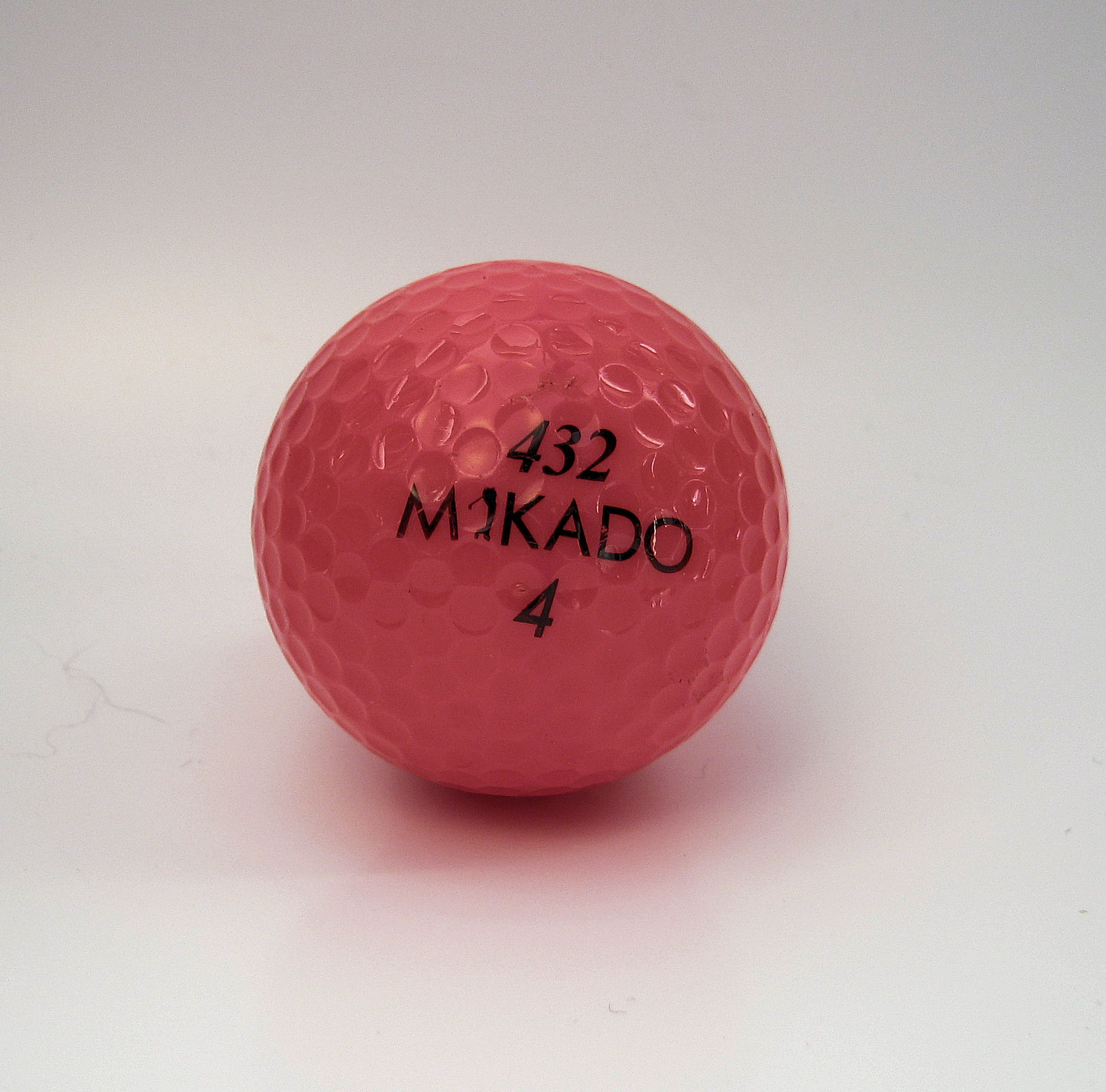
Balle rose brillant avec indication du fabricant, du modèle et chiffre "4"
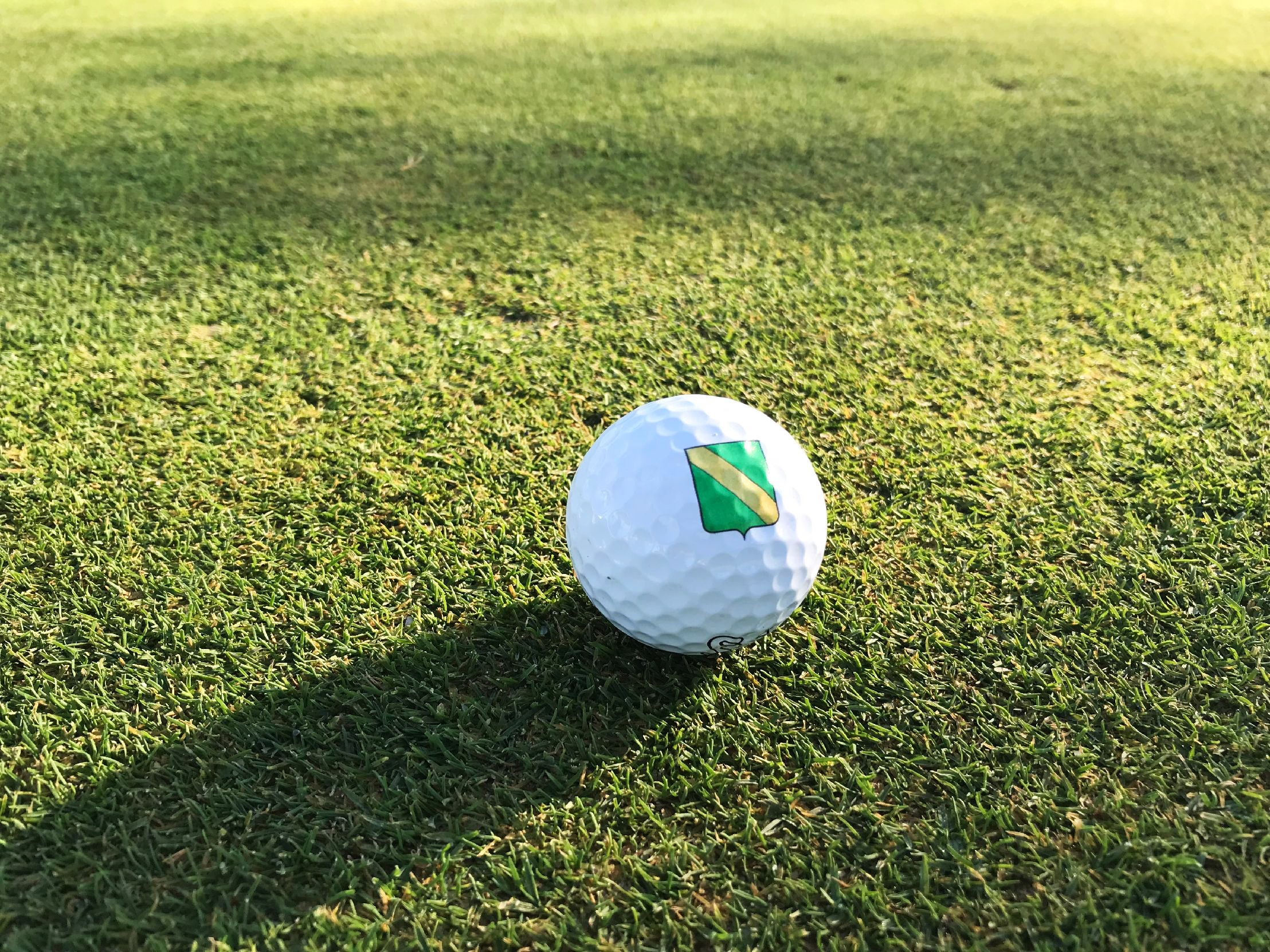
Balle avec décoration personnelle
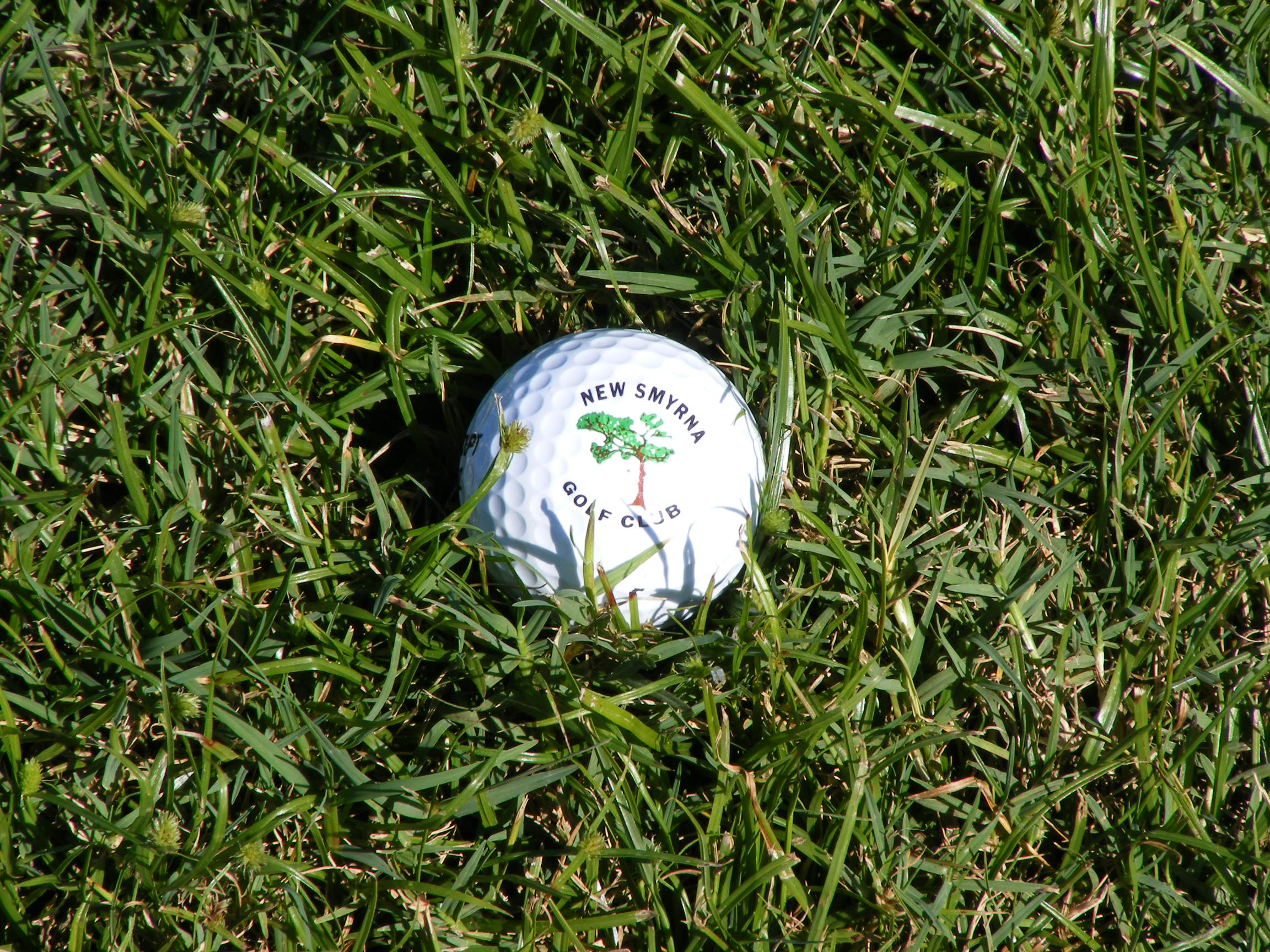
Balle avec décoration publicitaire
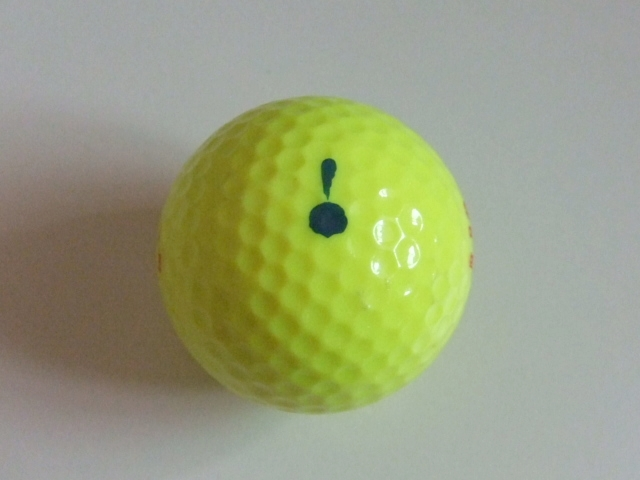
Balle avec marquage fait main

## Définitions et dispositions réglementaires
Les règles de golf   stipulent qu'il faut  "jouer la balle comme elle repose". Elles contiennent de très nombreuses définitions et dispositions concernant les balles ainsi que les actions qu'un joueur peut ou doit effectuer (ou au contraire ne doit pas effectuer) envers elles selon la situation.
On y trouve notamment les mentions suivantes:
- balle adressée (positionnée avant le premier coup)
- balle en mouvement (Règle 11)
- balle déplacée (p 212). On peut prendre par exemple une balle en équilibre instable, libérée par les vibrations du sol.
- balle droppée (p 213 et Règle 1-2, 14-3)
- balle entrée (p 215 et Règle 1-1). Le trou est terminé lorsque la balle est rentrée dans le trou.
- balle en jeu (p 214 et Règle 6-2)
- balle hors d'usage, cassée ou fendue (Règle 4-2)
- balle injouable (Règle 19). Typiquement, la balle est tombée à un endroit d'où le golfeur ne peut effectuer son prochain coup.
- balle perdue ou hors limites (p 222 et Règle 18-2)
- balle provisoire (p 208 et Règle 18-3). Une balle provisoire est jouée si on pense que la balle en jeu risque d'être perdue.
- balle relevée (Règle 5-7, 14-1). Par exemple, le golfeur peut positionner un marqueur à la place de la balle, le temps de la nettoyer.
- balle replacée (p 224 et Règle 14-2)
- balle enfoncée (p 214 et Règle 16-3)
- balle substituée (p 225 et Règle 6-3)
- mauvaise balle (p 219 et Règle 6-3). Typiquement, celle qu'un joueur joue par erreur à la place de la sienne.